# Mvouti (district)

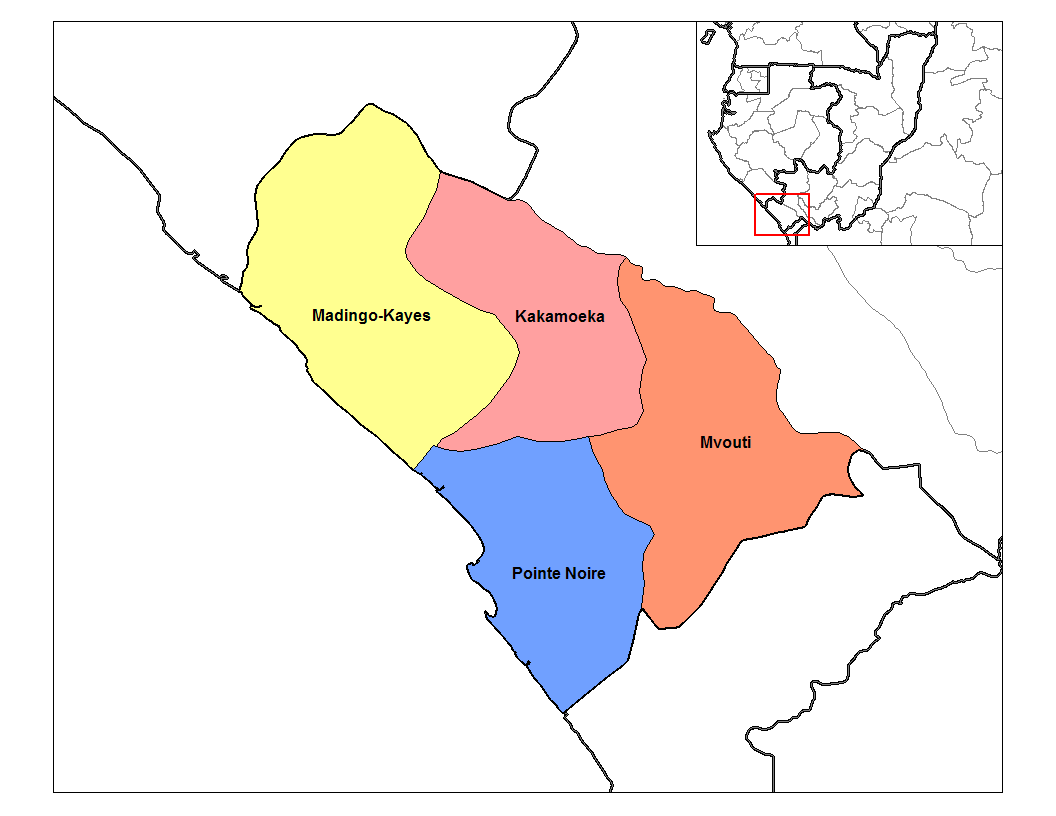
Carte des districts du département du Kouilou.

Le district de Mvouti (s’écrit également Mvuti) est un district situé à l'est du département du Kouilou, au sud-ouest du Congo-Brazzaville. Il a pour capitale la ville de Mvouti.